# Laganum laganum
Laganum laganum is een zee-egel uit de familie Laganidae.
De wetenschappelijke naam van de soort werd in 1778 gepubliceerd door Nathanael Gottfried Leske.